# Per Kristian Bråtveit
Per Kristian Worre Bråtveit (Haugesund, 15 februari 1996) is een Noors voetballer die speelt als doelman. In februari 2024 verruilde hij Odds BK voor Strømsgodset IF. Bråtveit debuteerde in 2020 in het Noors voetbalelftal.

## Clubcarrière
Bråtveit speelde in de jeugd van Randaberg IL en Djerv 1919, voor hij werd opgenomen in de jeugdopleiding van FK Haugesund. Zijn competitiedebuut voor deze club maakte hij op 9 juni 2014, op bezoek bij Strømsgodset IF. Haugesund kwam op voorsprong door een treffer van Alexander Stølås, maar door doelpunten van Iver Fossum en Martin Ødegaard werd alsnog met 2–1 verloren. Bråtveit mocht van coach Jostein Grindhaug het gehele duel het doel verdedigen. De doelman verkaste in januari 2019 voor een bedrag van circa vierhonderdduizend euro naar Djurgårdens IF, waar hij zijn handtekening zette onder een verbintenis voor de duur van vier seizoenen. In zijn eerste seizoen in Zweden werd Bråtveit met zijn club landskampioen.
In januari 2021 werd de Noor voor een halfjaar gehuurd door FC Groningen, dat tevens een optie tot koop verwierf op de doelman. In de tweede helft van het seizoen 2020/21 kreeg Bråtveit geen speelminuten van coach Danny Buijs en FC Groningen lichtte de koopoptie in de huurdeal niet. Hierop werd hij voor de tweede maal verhuurd; nu nam het naar de Ligue 2 gedegradeerde Nîmes de doelman voor een jaar over. Na deze twee verhuurperiodes vertrok Bråtveit definitief, toen Vålerenga IF hem overnam. Tweeënvijftig dagen later vertrok hij alweer bij Vålerenga, om voor Aarhus GF te gaan spelen. Medio 2023 verkaste de doelman naar Odds BK. Een half jaar later nam Strømsgodset IF hem over.

## Clubstatistieken
| Seizoen | Club            | Competitie  | Competitie | Competitie | Beker | Beker | Internationaal | Internationaal | Totaal | Totaal |
| Seizoen | Club            | Competitie  | Wed.       | Dlp.       | Wed.  | Dlp.  | Wed.           | Dlp.           | Wed.   | Dlp.   |
| ------- | --------------- | ----------- | ---------- | ---------- | ----- | ----- | -------------- | -------------- | ------ | ------ |
| 2014    | FK Haugesund    | Eliteserien | 5          | 0          | 3     | 0     | 3              | 0              | 11     | 0      |
| 2015    | FK Haugesund    | Eliteserien | 27         | 0          | 0     | 0     | —              | —              | 27     | 0      |
| 2016    | FK Haugesund    | Eliteserien | 23         | 0          | 1     | 0     | —              | —              | 24     | 0      |
| 2017    | FK Haugesund    | Eliteserien | 28         | 0          | 1     | 0     | 2              | 0              | 31     | 0      |
| 2018    | FK Haugesund    | Eliteserien | 24         | 0          | 3     | 0     | —              | —              | 27     | 0      |
| 2019    | Djurgårdens IF  | Allsvenskan | 10         | 0          | 6     | 0     | —              | —              | 16     | 0      |
| 2020    | Djurgårdens IF  | Allsvenskan | 18         | 0          | 0     | 0     | 3              | 0              | 21     | 0      |
| 2020/21 | → FC Groningen  | Eredivisie  | 0          | 0          | 0     | 0     | —              | —              | 0      | 0      |
| 2021/22 | → Nîmes         | Ligue 2     | 30         | 0          | 1     | 0     | —              | —              | 31     | 0      |
| 2022    | Vålerenga IF    | Eliteserien | 0          | 0          | 0     | 0     | —              | —              | 0      | 0      |
| 2022/23 | Aarhus GF       | Superligaen | 0          | 0          | 0     | 0     | —              | —              | 0      | 0      |
| 2023    | Odds BK         | Eliteserien | 13         | 0          | 0     | 0     | —              | —              | 13     | 0      |
| 2024    | Strømsgodset IF | Eliteserien | 30         | 0          | 2     | 0     | —              | —              | 32     | 0      |
| 2025    | Strømsgodset IF | Eliteserien | 5          | 0          | 0     | 0     | —              | —              | 5      | 0      |
| Totaal  | Totaal          | Totaal      | 213        | 0          | 17    | 0     | 8              | 0              | 238    | 0      |

Bijgewerkt op 29 april 2025.

## Interlandcarrière
Bråtveit maakte zijn debuut in het Noors voetbalelftal op 18 november 2020, toen tegen Oostenrijk met 1–1 gelijkgespeeld werd. De Noren kwamen op voorsprong door een doelpunt van Ghayas Zahid en Adrian Grbic zorgde in de blessuretijd van de tweede helft voor de gelijkmaker. Bråtveit mocht van bondscoach Lars Lagerbäck in de basis beginnen en hij speelde het gehele duel mee. De andere debutanten dit duel waren Ruben Gabrielsen (Toulouse), Andreas Hanche-Olsen (AA Gent), Julian Ryerson (Union Berlin), Daniel Granli (Aalborg BK), Kristian Thorstvedt (KRC Genk), Sondre Tronstad (Vitesse), Kristoffer Askildsen (Sampdoria), Jørgen Strand Larsen (FC Groningen), Håkon Evjen (AZ) en Andreas Vindheim (Sparta Praag).
| Interlands van Per Kristian Bråtveit voor Noorwegen | Interlands van Per Kristian Bråtveit voor Noorwegen | Interlands van Per Kristian Bråtveit voor Noorwegen | Interlands van Per Kristian Bråtveit voor Noorwegen | Interlands van Per Kristian Bråtveit voor Noorwegen | Interlands van Per Kristian Bråtveit voor Noorwegen | Interlands van Per Kristian Bråtveit voor Noorwegen |
| №                                                   | Datum                                               | Wedstrijd                                           | Uitslag                                             | Competitie                                          | Goals                                               |                                                     |
| Als speler bij Djurgårdens IF                       | Als speler bij Djurgårdens IF                       | Als speler bij Djurgårdens IF                       | Als speler bij Djurgårdens IF                       | Als speler bij Djurgårdens IF                       | Als speler bij Djurgårdens IF                       | Als speler bij Djurgårdens IF                       |
| --------------------------------------------------- | --------------------------------------------------- | --------------------------------------------------- | --------------------------------------------------- | --------------------------------------------------- | --------------------------------------------------- | --------------------------------------------------- |
| 1                                                   | 18 november 2020                                    | Oostenrijk – Noorwegen                              | 1 – 1                                               | Nations League 2020/21                              |                                                     |                                                     |

Bijgewerkt op 29 april 2025.

## Erelijst
| Allsvenskan | 1 | 2019 |